# Mk 48型魚雷

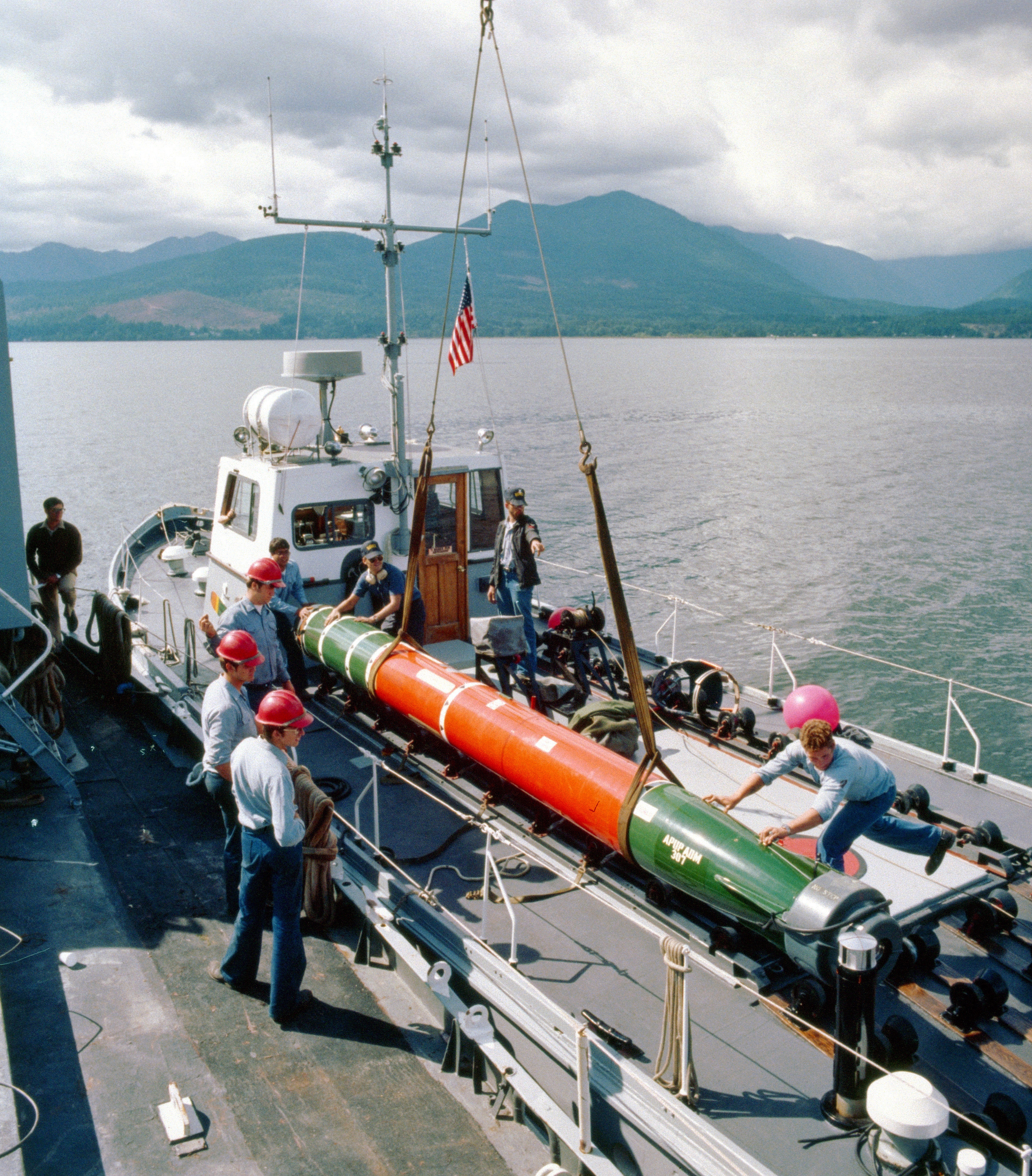
美國海軍人員正在處理運送Mk 48型魚雷先進能力型ADCAP

Mk 48型魚雷（Mark 48 torpedo）是美國海軍潛艦的主力重型魚雷，能夠對付水面與水下的各類目標，也是美國官方公開描述，可以達到蘇聯阿爾發級潛艇的潛深（800公尺）並且予以追蹤攻擊的魚雷。除了美國海軍以外，也同時外銷到其他國家的海軍。

## 簡要
Mk 48歷經多次升級改良，1971年生產的Mod 0原始版本僅供技術測試，1972年的Mod 1是初始服役版本，至1980年代升級到Mod 4，1980年代後期的Mod 5屬於性能經過大幅提升的先進能力（ADCAP）版本，往後的改良都基於Mod 5，在美國海軍中的Mod 4及之前的版本已經全數除役。

## 歷史
Mk 48型魚雷的研發始於1956年11月美國海軍推動的魚雷新配置研究（Research Torpedo Configuration，RETORC）計畫，準備取代當時服役中的Mk 14、Mk 16與Mk 37型魚雷。1960年提出的新型魚雷的性能要求包括速度超過55節以上具備35000碼的射程，可以攻擊2500英尺潛深的目標，相較於當時服役的Mk 37，新的魚雷具有4倍於Mk 37的射程，1.5倍潛深，兩倍的速度，提高17%的目標獲取距離，當年給予的編號是EX-10。當時美國海軍評估Mk 37魚雷對付20節速度的潛艇有10%的效果，設計中的魚雷對35節航速的潛艇可以提高到40%的攻擊效果。1964年西屋公司取得發展合約研發Mk 48 Mod 0型魚雷，然而研發過程發生許多技術性問題，到1967年時，美國海軍對於西屋公司是否可以如期交貨的信心大減，為了保險起見，美國海軍同時要求Clevite公司與海軍彈藥實驗室依據同樣的性能需求開發另一款魚雷。Clevite公司採用他們研發的Comb Filter聲響導引系統以及活塞型態魚雷引擎而推出Mk 48 Mod 1型魚雷。
1964年EX-10在Permit號潛艇上於太平洋進行測試，稍後研發計畫開始加快，1967年到1968年之間，攻擊水面下目標的需求也被加入到設計案中，這個修改也導致僅具備攻擊水面艦艇能力的Mk 47魚雷計畫被取消。1971年第一款Mk 48 Mod 0型魚雷正式進入美國海軍服役。除了Mk 37型魚雷以外，也取代當時美國海軍唯一攜帶核子彈頭的Mk 45 ASTRO魚雷。
1967年海軍水面作戰中心和Gould公司分別進行Mod 1的研發，改良的項目包括新設計的音響歸向系統與斜盤活塞（Swashplate）引擎，這種引擎另外搭派配奧托燃料二作為推進動力來源。在比較過兩種設計之後，Mod 1型由Could公司進行生產。1972年Mk 48型魚雷開始在美國海軍潛艦上佈署。
1975年，面對蘇聯新服役的阿爾法級核潛艇的潛深與速度的威脅，一項名為先進能力（Advanced Capability， ADCAP）的需求方案被提出來，目的是要提升Mk 48魚雷的性能來對付這些蘇聯新潛艇。這項改良方案的需求包括：
1. 提升目標獲取距離
2. 降低敵方反制的效果
3. 減小佈署與使用上的限制，像是預熱或是重新起動的時間
4. 提高攻擊水面艦艇的效果[11]

改良計畫自1978年展開，1979年9月加快研發的腳步，以求縮短研發時程。1982年Mk 48 ADCAP第一次在加拿大的海上靶場域進行測試，1985年海軍決定增加量產的速率，不過技術測試到了1986年8月才進行，許多設計上的問題逐漸浮上檯面，而整個計畫也面臨預算超支的狀況。美國海軍對這些問題的解釋包含：
1. 原先的研發計畫严重低估
2. 由於蘇聯潛艇的性能提升而導致計畫的範圍不斷修改
3. 過早進入服役
4. 忽略控制預算
5. 主要合約廠商休斯公司過去沒有研發魚雷的經驗[12]

美國國會基於這些問題而限制海軍可以全面量產的要求。1988年7月進行第一次實彈射擊，將一艘退役並作為靶艦的驅逐艦英格拉翰號（ex-USS Jonas K. Ingram DD-938）擊沉，當年8月隨即正式在美國潛艇上服役。當ADCAP開始服役之後，原先的Mk 48就不再佈署於美國潛艇上。
1986會計年度之際，美國海軍提出一項閉鎖循環先進能力（Closed-Cycle ADCAP，CCAPS）的動力改良計畫，這個計畫針對的是要降低Mk 48 ADCAP高速航行時產生的噪音，以延緩敵方目標發現魚雷的時機，這項計畫於1992年因為新科技發展時程延遲以及成本估計偏高而取消。1993年新的改良計畫加入近海海域的作戰需求，以及新的導引和控制系統。
所有的ADCAP於1996年停止生產，已經服役的魚雷估計可以使用到2026年。

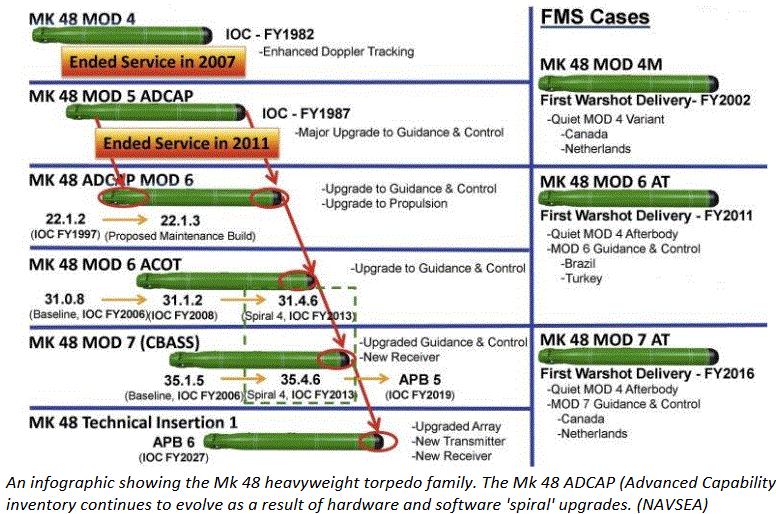
Mk 48型魚雷演變，右欄為外國軍售版本

## 系統設計
Mk 48魚雷由鼻端開始，可以大致分為5個單元：

### 鼻端
這是魚雷最前端的部分，包含主動與被動聲納，相關的訊號處理系統，電子支援系統以及電力供應單元。Mod 7配備通用寬頻帶先進聲納系統（CBASS），增強對抗淺水目標的能力。

### 彈頭
緊接在後的單元是彈頭，包含多段引信與炸藥。Mk 48型為650磅的PBXN-105，ADCAP改成Mk 170彈頭。

### 控制段
此處是控制魚雷的主要核心單元，包括動力控制，指揮電腦與陀螺儀控制系統等。

### 燃料箱
奧托燃料二儲存在此，用以推動魚雷。

### 尾端
此處位於魚雷的最後端，是引擎和推進器所在的位置，此外也包含控制方向舵的液壓系統在內。

## 性能諸元
- 直徑：533公厘（21英吋）
- 長度：5.8米（19英呎2英吋）
- 重量：

- 原始型：1564公斤（3450磅）
- ADCAP：1678.8公斤（3698磅）

- 速度：55節
- 續航距離：55節下26000碼，40節下40000碼
- 動力來源：斜盤活塞引擎
- 推進系統：噴水推進器
- 導引方式：有線導引，主動/被動聲納
- 彈頭：292.5公斤（650磅）

## 使用國家
- 美國海軍
- 澳大利亞海軍
- 巴西海軍
- 加拿大海軍
- 荷蘭海軍
- 中華民國海軍[16][17][18][19]

## 註解
1. 1 2 3  Jolie, E.W. . 15 September 1978  [21 June 2013]. （原始内容存档于2018-10-10）.
2. ↑  Polmar, Norman. "The Ships and Aircraft of the U.S. Fleet: Torpedoes". United States Naval Institute Proceedings, November 1978, p. 159.
3. ↑  . Federation of American Scientists Military Analysis Network. www.fas.org.   [2020-07-15]. （原始内容存档于2012-03-11）.
4. ↑  . www.deagel.com.   [2020-07-15]. （原始内容存档于2017-07-02）.
5. 1 2 3 4 5 6  Thomas, Vincent C. The Almanac of Seapower 1987. Navy League of the United States (1987). ISBN 0-9610724-8-2. p. 190.
6. 1 2 3  . Jane's Naval Forces News. www.janes.com.   [2011-04-06]. （原始内容存档于2001-04-01）.
7. 1 2  . Unofficial US Navy site. www.navysite.de.   [2008-01-12]. （原始内容存档于2007-12-29）.
8. ↑  US Navy Fact File: Heavyweight Torpedo - Mark 48  （页面存档备份，存于）", US Navy, 17 January 2009, Retrieved 10 March 2010.
9. 1 2  Friedman（1997年），第694-695页
10. ↑  Wildenberg & Polmar（2010年），第184-191页
11. 1 2  Polmar（1997年），第466页
12. ↑  Polmar（1997年），第467页
13. ↑  Friedman（2006年），第750-752页
14. ↑  .   [2024-02-17]. （原始内容存档于2024-03-06）.
15. ↑   (PDF). Office of the Director, Operational Test & Evaluation, United States Department of Defense.   [2024-02-17]. （原始内容存档 (PDF)于2024-02-17）.
16. ↑  .   [2011-03-25]. （原始内容存档于2011-05-19）.
17. ↑  . huaxia.com.   [2011-03-25]. （原始内容存档于2011-05-21）.
18. ↑  . 風傳媒.   [2020-07-15]. （原始内容存档于2018-09-10）.
19. ↑  . 風傳媒.   [2023-10-11]. （原始内容存档于2023-10-30）.

## 外部連結
- Mk-48 Torpedo（页面存档备份，存于）
- How the Mk-48 Works
- MK 48 Mod 6 Advanced Technology （页面存档备份，存于）

template:Raytheon Company